# NGC 4204
NGC 4204 este o galaxie spirală situată în constelația Părul Berenicei. A fost descoperită în 1785 de către William Herschel. Se află la o distanță de 10 megaparseci de Pământ.